# Male
(Leibniz)

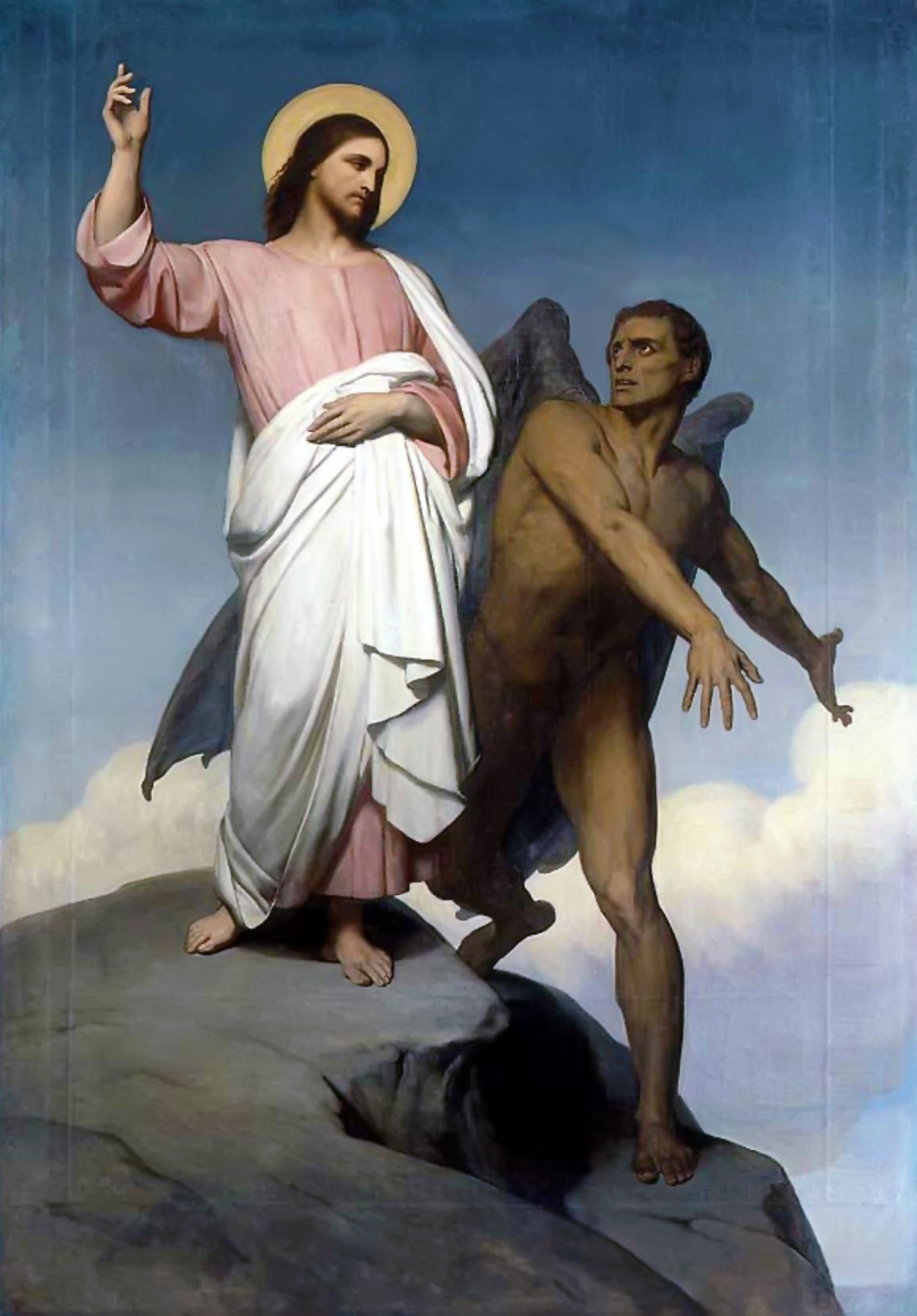
La tentazione di Cristo di Ary Scheffer, 1854, Walker Art Gallery, Liverpool

Il male, nella sua opposizione al bene, è ciò che è dannoso, inopportuno, contrario alla giustizia, alla morale o all'onestà, ovvero ciò che è considerato in qualche modo indesiderabile.
A questa concezione di male in senso corporeo o psichico, si associano in filosofia almeno un significato metafisico e un altro morale di diverso spessore teorico.

## La filosofia e il male
Si può analizzare il male sotto diversi aspetti e basandosi su differenti criteri.
Volendo trattare il tema con un approccio filosofico, si possono adottare tre diverse prospettive, recuperando così una scansione già utilizzata da Leibniz, il quale la riprese a sua volta da Sant'Agostino. In questa visione il problema viene decomposto in termini metafisici, morali e fisici al fine di rispondere ai seguenti interrogativi di fondo:
- appurato che il male esiste, che cos'è e in che cosa consiste?
- come si configura in relazione all'uomo?
- quali sono le sue rappresentazioni e le sue possibili manifestazioni nel reale?

## Il male "metafisico"
Dal punto di vista metafisico e soprattutto per certa tradizione filosofica antica (in particolare per Sant'Agostino, ma tenendo presenti anche i filosofi della Grecia antica come Platone e Aristotele), il male, essendo l'esatta antitesi del Bene e quindi dell'essere, si configura come una privazione di essere o, che dir si voglia, con il non-essere stesso. Il Male, non avendo di per sé consistenza autonoma, essendo privazione del Bene ed esistendo quindi solamente in virtù dell'essere e come suo esatto contrario, è un accidente della realtà.

### Il male secondo Platone
(Platone, Lettera II, 313B)
Nel X libro della Repubblica, Platone, sullo sfondo delle cui opere spesso appare trattato il problema del male, costretto ad utilizzare in generale i miti e in particolare quello di Er per spiegare il concetto trascendente di una vita ultraterrena, ammette la possibilità di una vita terrena dove il giusto riceve premi ed onori dagli dei e dagli uomini, ma aggiunge anche che gli uomini ingiusti, anche se in un primo momento sembrano aver successo, da vecchi sono «maltrattati nella loro miseria da stranieri e cittadini, vengono flagellati… saranno poi torturati e bruciati»; Platone sostiene anche che le fortune e le sofferenze che si ricevono sulla terra sono nulla rispetto a quelle che ci attendono dopo la morte.

#### Il mito di Er
Attraverso il mito di Er, che narra la storia di un soldato morto in battaglia che, dopo dodici giorni, ritorna in vita e racconta cosa aveva visto nel regno dei morti, Platone sostiene che l'anima riceva già in questa vita sia il premio della sua giustizia, sia la pena della sua colpa.
Per Platone, però, a differenza di quanto credevano gli ebrei vetero-testamentari, un'anima giusta è colpita da castigo non perché ha ereditato una colpa dai propri padri, ma perché ha commesso una colpa in una sua preesistenza passata.
Il mito di Er si basa infatti sul concetto pitagorico della metempsicosi (o trasmigrazione delle anime) e sull'idea dell'esistenza di un mondo ultraterreno, diviso in una specie di paradiso e inferno. In questo regno le anime ricevevano, secondo le proprie azioni sulla terra, i premi o i castighi che avevano una durata di circa mille anni. Dopo tale periodo, tutte le anime si ritrovavano ai confini dell'universo, dove un araldo non consegnava, ma gettava le «nuove sorti e i modelli di vita», unico elemento casuale nella scelta della vita ultraterrena presente nel mito; simbolico infatti era il fatto che ogni anima doveva scegliersi la propria vita futura che desiderava rivivere sulla terra.
Naturalmente in questo caso chi era stato sorteggiato per primo era in parte più avvantaggiato, ma comunque agli stolti e ai non temperanti accadeva che se "per abitudine" avevano vissuto una vita indegna e immorale la scelta sarebbe stata comunque sbagliata; ai soli sapienti, ai filosofi quindi o agli uomini valorosi e giusti (come ad Odisseo accade esser ultimo, ma sceglie comunque saggiamente) è "affidata" la sorte migliore. Una volta fatta la scelta questa era irrevocabile. Nella vita dell'uomo quindi interviene la sua libertà di scelta, la sorte ed infine l'ananke, (la necessità, la fatalità, il destino).
Ma ciò che emerge da questo "mito" è la rappresentazione della divinità greca; essa veniva rappresentata assolutamente estranea e indifferente ai mali esistenti sulla terra, quindi per Platone «del male, del nostro far male, il Dio non può essere ritenuto causa. Dio è bene, Dio è immutabile, è semplice, è veritiero, ed è causa di tutti i beni: Dio è innocente (thèos anaìtios)».
«Dunque, se Dio è buono, non è la causa di tutto, come sono in molti a dire, ma causa di poche cose nei riguardi degli uomini, e non di molte, perché i beni, per noi, sono molto meno numerosi dei mali; per i beni non v'è altra causa che Dio, ma per i mali la causa bisogna cercarla altrove, ma non nella divinità.»
Perciò ogni uomo è responsabile della scelta fatta nell'al di là e, quindi, è responsabile anche delle azioni commesse sulla terra. Ma, come c'insegna lo stesso Platone, per scegliere, bisogna avere quelle adeguate conoscenze intorno alla stessa scelta. Per questo Platone incitava ognuno a prepararsi già sulla terra, attraverso la conoscenza precisa di qual sia la vita migliore per l'uomo.
Ma se il nostro modo di agire si basa su una scelta di vita fatta in precedenza, qual è la responsabilità dell'uomo di fronte alle proprie azioni, soprattutto a quelle cattive? E se una volta scelta la nostra vita il tutto passa alla registrazione nella filatura di Ananke, la Necessità, "che rende immutabile e irrevocabile la scelta" si potrà poi parlare di libertà responsabile nel mondo terreno?
Secondo Platone, l'uomo è responsabile soltanto delle proprie scelte, mentre del male compiuto sulla terra, che diventa in questi termini necessario e involontario, in quanto scaturisce dalla stessa scelta fatta, non è responsabile.
Per Platone «ogni intemperante è di necessità tale senza volerlo; infatti è per ignoranza o per debolezza o per ambedue questi mali che vive senza dignitoso equilibrio tutta la turba degli uomini» Da ciò si ricava che tutti i malvagi, per Platone, lo sono involontariamente.
«E quasi tutto quello che si chiama intemperanza nei piaceri e sì rimprovera, come se gli uomini fossero malvagi volontariamente, non si biasima a ragione. Perché malvagio nessuno è di sua volontà, ma il malvagio diviene malvagio per qualche prava disposizione del corpo e per un allevamento senza educazione, e queste cose sono odiose a ciascuno e gli capitano contro sua voglia»
L'uomo sceglie il male in quanto compie un errore di valutazione, basato sul fatto che tutti tendono verso il bene, poiché come afferma Socrate è di per sé piacevole, e quindi chi sceglie il male lo fa per ignoranza, perché giudica bene quel male, scambia il male per bene.
Ma questo mal si concilia con l'importante ruolo che Platone attribuisce all'educazione formativa: se la mia persona, una volta fatta la scelta rimane immersa nell'immutabilità a che cosa è valsa l'educazione? La risposta è che questa educazione è riservata alle anime "belle" che hanno contemplato nel mondo delle idee una maggiore estensione della verità, a quelli destinati ad essere filosofi che soli sono i padroni della loro vita.

#### La causa del male
Platone afferma anche che la causa efficiente dei mali del mondo si basa su un'innata tendenza che esiste «nella parte corporea della sua mescolanza, [...] la quale è una proprietà congenita della sua antica natura d'un tempo». Tale natura, secondo Platone, è «la materia non ancora ordinata», cioè il caos primordiale che precede l'ordine posto dalla divinità. Da ciò si ricava che, essendo la materia incapace a svolgere alcun movimento in quanto solo l'anima è capace d'agire con ordine e misura, solo l'anima può essere causa del male in quanto l'anima buona, che conosce l'ordine e la misura, porta la materia verso il bene, vincendo la sua tendenza verso il disordine mentre quella cattiva, per mancanza di ordine, asseconda la tendenza verso il disordine proprio della materia.

#### Il male problema politico
Il superamento di tale male non è unicamente un problema soggettivo, ma dell'intera società, in quanto l'ignorante non può "autoinsegnarsi" quella sapienza che non ha per conoscere e fare il bene. La società, mediante l'insegnamento e la giustizia punitiva, può riuscire a combattere efficacemente tale male, senza però eliminarlo del tutto «perché il male non può perire, dal momento che è necessario che ci sia sempre qualcosa di opposto e contrario al bene».
Il male è di una necessità tale che ostacola persino l'azione ordinatrice del Demiurgo si possa realizzare, in quanto pur intervenendo per ristabilire l'ordine nelle cose, il male resta ugualmente. La necessità del male è tale che nemmeno la divinità riesce ad eliminarlo.

### Il male secondo Aristotele
Anche per Aristotele, come per Platone, il male fisico risiede nella materia e consiste nella privazione, nell'assenza di quella forma attraverso la quale la stessa materia prima, che è in potenza rispetto a tutte le forme, diventa un elemento dell'Essere non più costituito da due principi cioè il bene e il male, ma tre: materia, forma e privazione.
Con ciò, Aristotele, che ammette l'esistenza del male, non ritiene quest'ultimo, come lo stesso bene, una sostanza: il male e il bene sono degli accidenti, che appartengono alla categoria della qualità.
Quindi, essi non hanno un "essere per sé", cioè non esistono al di fuori delle cose, ma essendo accidenti della stessa sostanza, e contemporaneamente contrari, bene e male non possono trovarsi nella stessa sostanza: ogni cosa può essere potenzialmente bene e male, ma non contemporaneamente.
Il bene viene identificato da Aristotele come causa assoluta di tutte le cose, ma anche come causa finale, in quanto essa è contemporaneamente causa prima e termine ultimo di tutte le cose. Mentre il male consiste proprio nella privazione di questa tendenza della cosa verso la causa finale che è il bene. Tale privazione, in Aristotele, non si manifesta come una "tendenza naturale", come l'aveva definita Platone, ma come il fallimento di tale tendenza naturale. Ciò ci spiega che, mentre per Platone il male è sempre in agguato, per Aristotele è il bene che è sempre pronto ad attualizzare l'essere in potenza.
Quindi il male è: «Ciò che ha potenza d'esser mosso o di agire in un determinato modo è buono; e ciò che ha potenza di essere mosso o di agire in un altro modo contrario al primo è cattivo».
Il bene e il male, per lo stagirita, riguardano in particolare quegli esseri dotati della facoltà di scegliere; in questo modo, bene e male divengono oggetti della volontà, riportando il problema del male nella sfera morale.
Tale problema morale, affrontato da Aristotele nell'Etica Nicomachea, viene rappresentato come un atto ingiusto commesso dall'uomo. Tale atto volontario pone il dilemma che, se per l'uomo giusto oggetto della propria volontà è il bene, per l'uomo malvagio sarà bene invece il male.
Naturalmente, di tale male il malvagio è responsabile, in quanto l'atto che commette l'uomo con cui vuole un bene che non lo è, è simile a quell'atto compiuto dall'uomo che vuole un bene che lo è. Da ciò ricaviamo che gli atti di vizio e, quindi, quelli che producono il male, sono atti volontari. Se non lo fossero non dovrebbe esistere la vita etica.
Aristotele, invece, afferma che «la virtù dipende da noi, e così pure il vizio. Infatti, nei casi in cui dipende da noi l'agire, dipende da noi anche il non agire, e in quelli in cui dipende da noi il non agire, dipende da noi anche l'agire. Cosicché, se l'agire quando l'azione è bella dipende da noi, anche il non-agire dipenderà da noi quando l'azione è brutta».
Nella volontà dell'agire umano entra in gioco anche l'ignoranza, in quanto l'oggetto della volontà dipende sempre dal giudizio che l'intelletto pratico dell'uomo dà all'azione stessa, il quale in alcuni casi particolari, per ignoranza, può valutare bene ciò che è invece male.
E poiché informarsi o meno sulle cose dipende dalla propria volontà, il malvagio è responsabile dell'atto di volontà con cui si porta verso un falso bene, da cui derivano mali concreti.
Ciò che ci permette di superare l'ignoranza è il principio di misura, che Aristotele racchiude nel "giusto mezzo". La ragione, infatti, deve stabilire ciò che effettivamente è bene e ciò che, per l'uomo, è male; da ciò si ricava che tutto ciò che è al di là per eccesso e tutto ciò che è al di qua per difetto, è male.

### Il male secondo Plotino
Plotino riprende la concezione platonica ma integrandola di fatto con quella aristotelica.
Il male è quindi per Plotino un non-essere, privo di forma e consistenza, che coincide con la materia. Questa, a cui i nostri sensi attribuiscono un'esistenza reale per il semplice fatto di percepirla, non è altro che mera apparenza e inganno: solo l'invisibile costituisce la vera realtà:
Ma la materia, proprio perché non esiste, non è un male assoluto, bensì un male inteso in senso relativo, come semplice mancanza, privazione di essere, così come il buio è solo assenza di luce.
Un altro aspetto del male è la molteplicità, che si traduce per ogni ente nella diversità, cioè nel non essere gli altri enti. Dice Plotino:
L'unità delle idee, che coincidevano tutte in un medesimo Intelletto, quaggiù risulta frantumata; ogni organismo appare distinto dagli altri.
Anche il male tuttavia ha una sua ragion d'essere, essendo qualcosa di inevitabile e necessario: citando Platone, Plotino afferma che «il male esiste necessariamente, essendo necessario un contrario al Bene».
Il mondo, quindi, di per sé è buono, perché retto da una provvidenza in virtù della quale l'ordine intelligibile si riflette su di esso, che ne risulta armonizzato; mentre «chi accusa il tutto guardando alle parti fa un'accusa assurda».
Plotino distingue a questo punto un male primario, o metafisico, che è appunto un semplice «difetto di misura», da uno secondario, o morale, che consiste nell'«accogliere questa deficienza come un attributo proprio»; «il primo è l'oscurità, il secondo è ricevere questa oscurità».
Entra dunque qui in gioco la libertà dell'uomo, che accusando il mondo è portato ad attribuire al male una consistenza reale, e non si accorge invece che gli inconvenienti della natura sono dovuti unicamente all'inevitabile dispersione e affievolimento della luce e della bellezza originari, al pari di un raggio di sole che si allontana via via nelle tenebre.

### Sant'Agostino e la non-sostanzialità del Male
Sant'Agostino risolve in maniera analoga la dibattuta questione sostenendo la non-sostanzialità del Male, poiché Dio non crea il Male, ovvero il non-essere, ma solamente il Bene, ovvero l'essere che in ultima istanza si configura come la vita stessa. Secondo quest'ottica e secondo i disegni di Dio il Male quindi, in se stesso, non esiste: esso non è però pura allucinazione dell'uomo comune che è portato a scorgerlo nelle realtà contingenti e transitorie del mondo. È invece l'uomo stesso che, con la libertà che gli è stata data (il libero arbitrio, ovvero la possibilità di decidere del proprio futuro) e attraverso le sue scelte, decide di servirsene e di praticarlo. L'essere umano fa ciò sostanzialmente per due motivi: per un desiderio di “autodeterminazione assoluta”, ovvero per un'incondizionata autonomia di scelta e per l'emancipazione totale da Dio, e per il “falso oggetto” del suo amore (che non è più rivolto a Dio ma al mondo materiale). Quelle appena trattate sono tematiche comuni (e forse più adatte) all'analisi del Male di tipo morale, di cui si parla di seguito.
Dopo aver prima abbracciato e poi abbandonato la dottrina manichea, Agostino distinse il male in tre categorie:
- male ontologico - la creaturalità - l'essere ed il bene sono proporzionali; quindi tanto più perfetto è ontologicamente un ente, tanto “più bene” si troverà in esso: ora, per quanto perfetto sia un ente, in quanto creato non potrà mai coincidere con “il” bene, perché sarà comunque ontologicamente più povero del Creatore. Di questa povertà ontologica Dio non è responsabile e quindi lo stesso male non è qualcosa, ma solo “privatio boni”, privazione di bene;
- male morale - il peccato - anche questo non dipende da Dio in quanto è una conseguenza della libertà di scelta;
- male fisico - il dolore e la morte - anche di questo Dio non è responsabile in quanto non è null'altro che la conseguenza del peccato.

## Il Male "morale"
Dal punto di vista morale (dal latino mos, al genitivo moris), ma anche etico-religioso, – quindi dal punto di vista delle abitudini comportamentali dell'uomo e delle sue relazioni all'interno della società e del mondo – il Male si identifica con il peccato, ovvero con il rifiuto, il più delle volte consapevole, di attuare il bene proprio e altrui ma anche di raggiungere il Bene stesso, il che si esplica nel commettere il Male e quindi nel non accettare la subordinazione ad un essere superiore che, in questo caso, è Dio.
Questo tipo di Male ‘morale’ è dunque strettamente connesso con il concetto di libero arbitrio, ovvero della libera scelta data all'uomo, il quale può decidere in modo autonomo di sé stesso e della propria esistenza, vale a dire se seguire la strada del Bene o se votarsi al Male, se comportarsi secondo coscienza e responsabilmente o se seguire soltanto l'irrazionalità dell'istinto; in definitiva se percorrere biblicamente, la ‘retta via’ indicata da Dio o se operare una sorta di ‘deviazione’. Deviazione che non rimane tuttavia impunita ma che per sua natura (ovvero in quanto è immorale ed è essa stessa, se vogliamo, contro natura) può condurre al delitto, che si configura come la più alta manifestazione del peccato, vale a dire l'aberrazione dalla legge divina che genera la colpa (per i temi del delitto, della colpa, e del castigo, v. par. 3.1).

### Kant e il male radicale

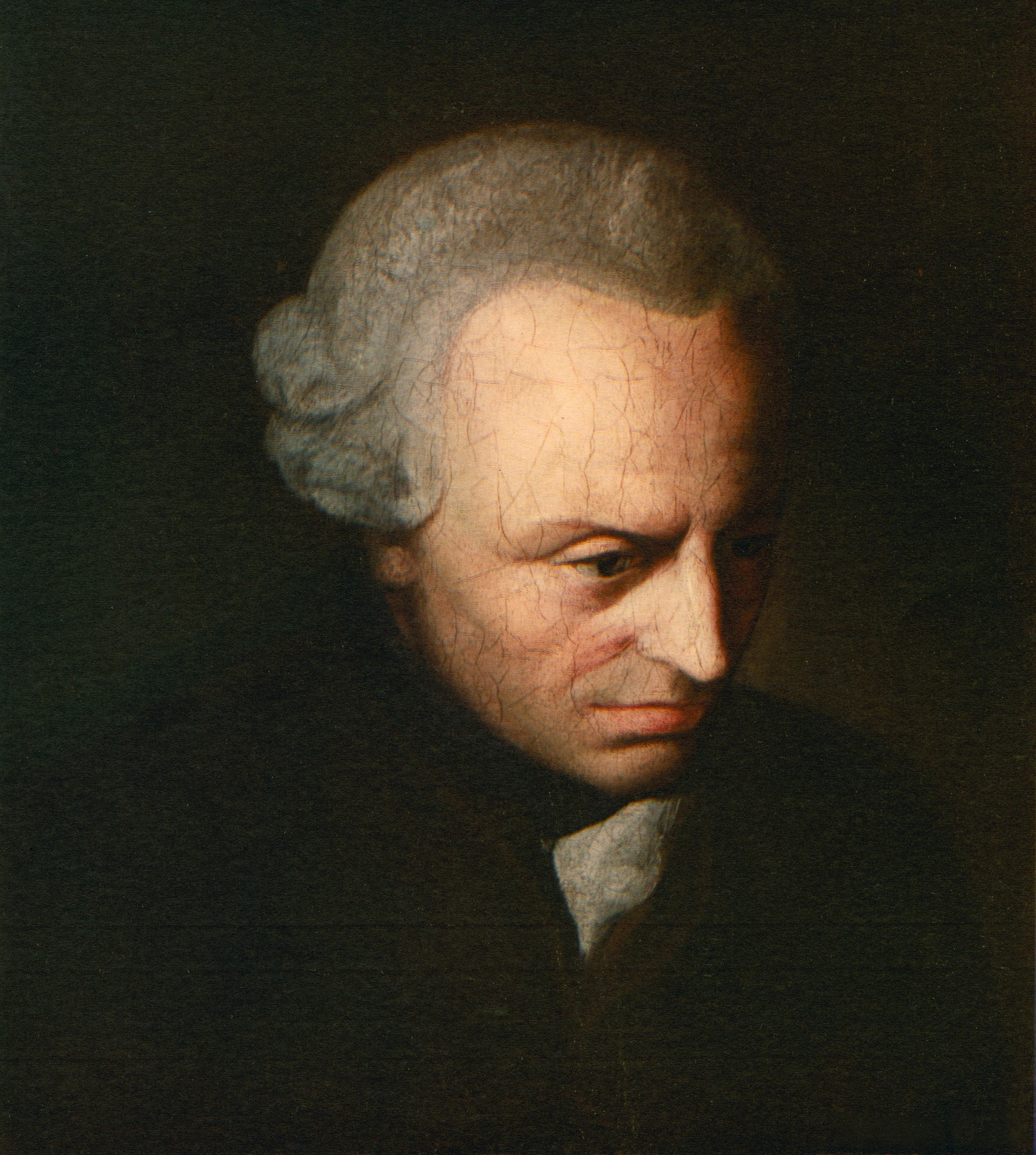
Kant

In termini simili si trova la concezione del male secondo Kant, il quale ne La religione entro i limiti della semplice ragione (1793) sostiene un'inclinazione e una tendenza congenite al male, che in virtù di ciò egli chiama male radicale (Radikal Böse), ovvero qualcosa che non può essere né distrutto né estirpato, ma che è radicato nella stessa esistenza dell'uomo e che fa parte della sua stessa natura. Questa 'propensione' (Hang) al male si contrappone alla 'predisposizione' (Anlage) al bene costitutiva della volontà buona: se il male è radicale, la bontà è originaria, più forte e più profonda, eppure non riesce a prevalere. Il motivo di tale sconfitta è 'imperscrutabile' (unherforschbar): 

Ne Il conflitto delle facoltà (1798) presenta la possibilità che la ragione ammetta per fede un «completamento soprannaturale» tramite la grazia divina delle forze umane qualora queste si mostrassero impari al comando etico della santità. Goethe reagì a tale conclusione con sdegno: 
(Lettera a Herder del 7 giugno 1793)

### Schelling e il Dio in divenire

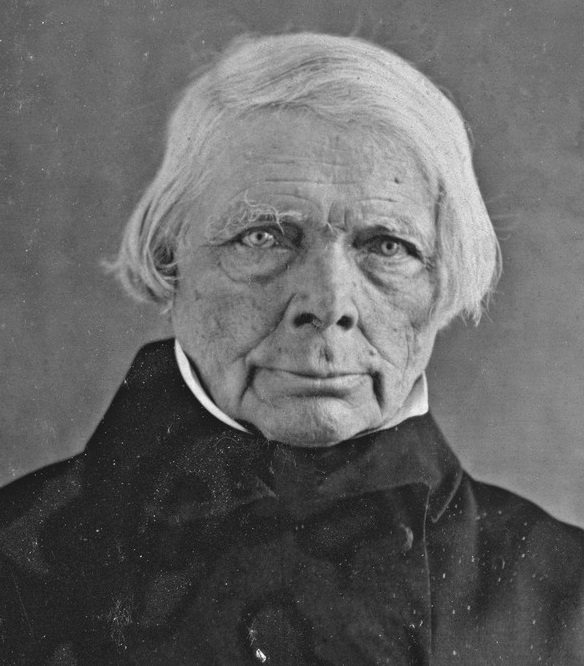
Schelling

Caratterizzazioni simili a quelle riportate da Kant assume il discorso sul Male fatto da Schelling. Anche secondo costui la stretta relazione fra libertà umana e Male terreno è d'obbligo; infatti, abbandonata l'idea di un Dio "statico" sede di tutte le perfezioni, egli ammette che in Dio stesso si ha una coincidentia oppositorum che non fa altro che rivelare il suo carattere dinamico e dialettico. Infatti il Dio di Schelling è un dio in divenire perché in esso sono presenti una serie di contrari che nel mondo materiale e nella realtà delle cose si esplicano con la graduale vittoria del positivo sul negativo, del Bene sul Male. Infatti «l'ambiguità del reale è tale che il Bene stesso può generare il Male», un Male che quindi non è pura invenzione dell'uomo bensì è frutto della sua libera scelta, dettata da quel consapevole atto di ribellione e deviazione da Dio di cui parlava lo stesso Kant.
Il Male del mondo ha dunque la sua causa prima nell'uomo stesso il quale, essendo compos sui (padrone di sé stesso) ed essendogli data, in virtù di questo, la libertà di scelta fra due strade e fra due modi di vivere opposti, sceglie il negativo e commette il peccato, alterando in tal modo il piano divino e l'ordine cosmico della realtà.

### Kierkegaard: angoscia, disperazione e fede

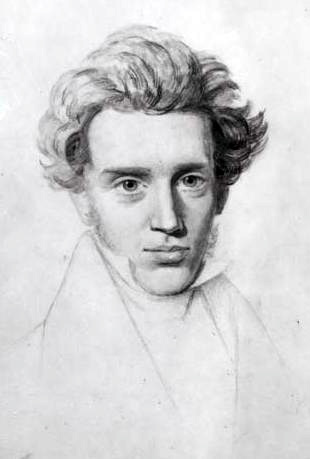
Kierkegaard

Riprendendo e facendo propri il problema del Male e del peccato, il filosofo danese Søren Kierkegaard elabora, nei suoi due scritti principali, il concetto dell'angoscia e La malattia mortale, un'interessante teoria che pone al centro del suo interesse i temi dell'angoscia e della disperazione.
L'angoscia è la condizione fondamentale dell'uomo nel mondo e in relazione al mondo ed è generata dalla libertà di scelta e quindi dalla possibilità, insita in ogni azione, di fare il Male o di cadere in errore. L'angoscia si configura pertanto come elemento costitutivo di ogni individuo, perché connessa con le possibilità di successo dell'azione umana, ed è fondamento del peccato originale. Adamo infatti, ancora ignorante del giusto dallo sbagliato, del consentito dal proibito, ancora incapace di distinguere il Bene dal Male, era pervaso dall'angoscia delle possibilità: vedeva cioè dischiusi davanti ai suoi occhi un'infinità di orizzonti possibili.
Altro tema tipicamente kierkegaardiano è la disperazione che, diversamente dall'angoscia, è la condizione dell'uomo in relazione a sé stesso ed è generata dal fatto che l'Io può volere come non volere essere sé medesimo: in entrambi i casi si genera la disperazione, che si configura come una vera e propria “malattia mortale” per l'uomo. L'unico modo valido per combattere sia l'angoscia che la disperazione è, per Kierkegaard, la fede, cioè l'ammissione della propria non-autosufficienza e quindi il riconoscimento della dipendenza da Dio.
Il male, che è scandalo per la ragione, agli occhi della fede viene così sublimato e si tramuta in mistero.

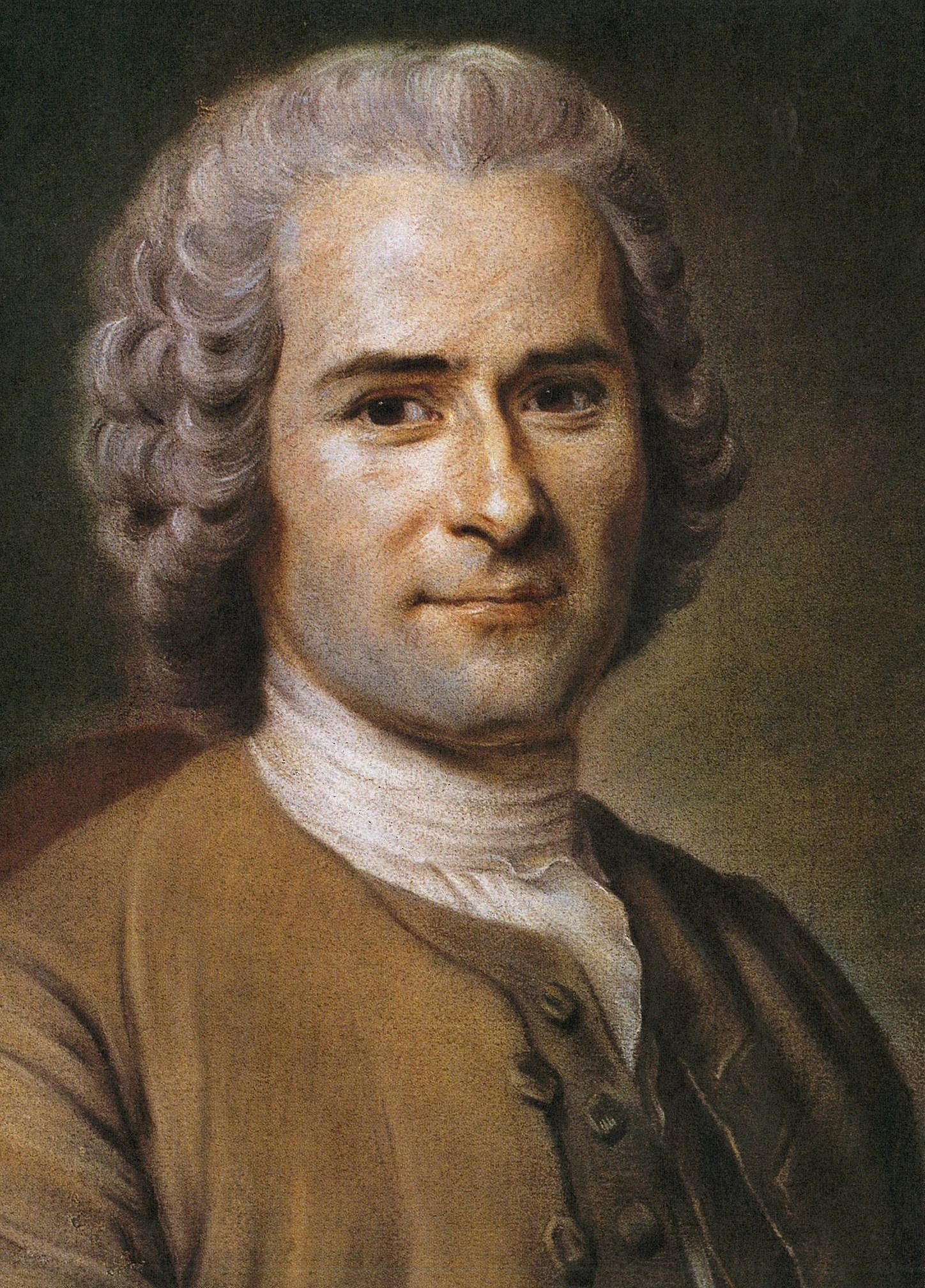
Rousseau

### Rousseau e la secolarizzazione del male
Se con Schelling e Kierkegaard la nozione morale del male si era mantenuta entro una visuale escatologica e religiosa, che conduceva a vedere la storia umana come il riflesso degli aspetti oscuri, irrazionali, e per certi versi mistici presenti nell'interiorità della persona, già con Rousseau e con l'illuminismo settecentesco si era avuto un mutamento di prospettiva. Il male viene da lui, in un certo senso, "secolarizzato", ovvero ricondotto agli aspetti più propriamente terreni e materiali del vivere quotidiano. Secondo Rousseau, autore della teoria del "buon selvaggio", l'uomo è buono per natura: la corruzione e l'inclinazione al male vengono dal di fuori; hanno origine cioè dagli ordinamenti della società. Una volta che questi siano stati mutati, il male sparirebbe e subentrerebbe il regno della beatitudine e della felicità. Il pessimismo cristiano, che si esprime nell'idea del peccato originale, è così rovesciato da cima a fondo e sostituito da un ottimismo antropologico; un problema della salvezza personale non esiste più.
Ad uno spostamento della concezione del male dall'ambito della religione a quello della politica contribuì anche Karl Marx nell'Ottocento, il quale, concependo la storia in termini di materialismo dialettico e lotta di classe, si pose come avversario di ogni spiegazione trascendente e spirituale del male. Una volta dileguata la nozione dell'aldilà, secondo Marx si sarebbe ormai trattato di ristabilire sulla terra il "regno di Dio", tramite una politica pensata scientificamente, in grado di riconoscere le strutture della storia e quindi capace di indirizzare la società verso la rivoluzione, attuando il definitivo superamento di ogni male e ingiustizia.
Con l'avvento del positivismo nasce poi l'idea che la panacea di tutti i mali non debba venire tramite un salto rivoluzionario, come pensava Marx, ma che essa si attui progressivamente. La ragione e la scienza, più che la politica, vengono quindi assurti a strumenti di eccellenza che in virtù della loro intrinseca bontà sarebbero capaci di guidare l'umanità verso una sempre maggiore libertà e moralità. Anche in questo caso la fede nel progresso si poneva in radicale contrasto con la fede cristiana.
Nell'ambito della Chiesa non mancarono critiche a queste concezioni che di fatto riducevano il male a una semplice deviazione, simile a un incidente di percorso, anziché riconoscerne la connaturalità all'agire umano.
(Papa Benedetto XVI, dall'enciclica Spe Salvi)

## Il Male "fisico"
Seguendo la definizione lessicale: "Il Male fisico è quello immediatamente percepito dai sensi ed è causato da una perturbazione del normale stato di salute di un individuo, perturbazione di origine morbosa o causata da un violento scompiglio causato dall'esterno". Esso è riconducibile alla malattia fisica e ad uno stato di dolore e di sofferenza del corpo, durante la quale viene meno quella condizione di benessere che è naturale in uno stato di salute non alterato dal malessere e dalla spossatezza.
Le sue cause prime sono molteplici, ma la filosofia tradizionale ha puntato l'attenzione soprattutto sulle seguenti:
- il Male rientra nel quadro finalistico della natura, è radicato cioè nella stessa natura dell'individuo;
- il Male è un castigo della Provvidenza (o dell'ordine cosmico) per rendere migliori gli uomini.

## Il male nella letteratura latina e italiana
Il male assume importanza anche come fondamento e spunto per molti autori della letteratura italiana e latina e, conseguentemente, di molte loro opere.

### Seneca e le tragedie

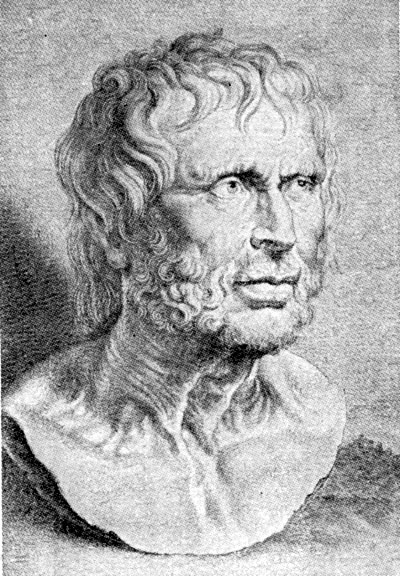
Seneca

Lucio Anneo Seneca mostra nelle sue tragedie il lato forse più sconosciuto della sua personalità, l'altra faccia di quel vir sapiens et bonus suicidatosi per la giusta causa della libertà, di quel saggio stoico che andava predicando l'imperturbabilità, la giustizia e il Bene.
Le tragedie senecane, spesso a sfondo mitico e con personaggi presi in prestito dalla tradizione mitica e tragediografica greca, si configurano come uno studio oculato e preciso dei comportamenti umani, soprattutto per quanto riguarda le esperienze del Male e della morte. In esse Seneca parla di uccisioni (anche all'interno del gruppo familiare o a danno di amici), di incesti e di parricidi, di rituali di magia nera, di maledizioni e di predizioni quanto mai macabre, di cerimonie di sacrificio e di atrocità d'ogni genere, di crisi d'ira e di gesti incontrollabili, di atti di cannibalismo e di azioni nefaste, di insane passioni e di un uso folle e spregiudicato della violenza. Nelle tragedie senecane domina insomma incontrastato, l'irrazionale e il Male.
A testimonianza di ciò si nota che Seneca non ricorre all'uso del deus ex machina (ovvero dell'entrata in scena, soprattutto sul finire dello spettacolo, di un dio ‘volante’, sostenuto per mezzo di una fune da un complesso sistema di carrucole) per mezzo del quale solitamente si aveva la risoluzione pacifica del dramma (il lieto fine) oltre che la giustificazione del Male compiuto nell'azione. Questo perché le sue tragedie ci offrono uno spaccato di vita nella quale non c'è né rimedio né soluzione alle atrocità commesse. I personaggi sono, in questo senso, comunque condannati: ad esempio Fedra è inevitabilmente destinata al suicidio, in preda al rimorso per l'incesto col figliastro Ippolito.

Prototipo maligno per eccellenza è però Medea, colei che invoca rabbiosa e vendicatrice le forze del Male per abbattere e distruggere ogni cosa in modo da rendersi giustizia, dopo essere stata ripudiata da Giasone che in cambio sposa Creusa.
Nelle tragedie di Seneca si assiste quindi ad un completo rovesciamento dei punti di vista, secondo cui ciò che apparirebbe naturalmente privo di senso, anomalo e degenerato, finisce per apparire del tutto normale, oltre che lecito. Le anime malate che egli rappresenta sembrano inoltre aver perduto una volta per sempre il senno, ovvero la ragione, senza la quale il mondo sembra essere diventato preda di ombre e di mostri in completa balìa del Male e delle forze dell'inferno.

### Il pessimismo
Molti scrittori sostengono che nel mondo vi sia una costante prevalenza del Male sul Bene, e giungono per questo a negare per l'uomo ogni possibilità di progresso e miglioramento, giudicando la condizione di ogni individuo come un continuo perpetuarsi di dolori e di sofferenze. Concezioni di questo genere sono fatte proprie da quella corrente letteraria (ma anche filosofica) che, a partire dall'Ottocento fino ad arrivare ai giorni nostri, riscosse e riscuote tuttora un discreto successo: essa va sotto il nome di pessimismo, termine ricavato dall'aggettivo latino pessimus, a sua volta superlativo di malus.
Dall'analisi etimologica risulta quindi ancor più evidente lo stretto e implicito legame concettuale che sussiste fra il pessimismo e l'idea del Male, ovvero la convinzione che quest'ultimo sia inevitabilmente presente nelle sorti umane e del mondo.

### La "frustrazione" intellettuale di Foscolo e Leopardi

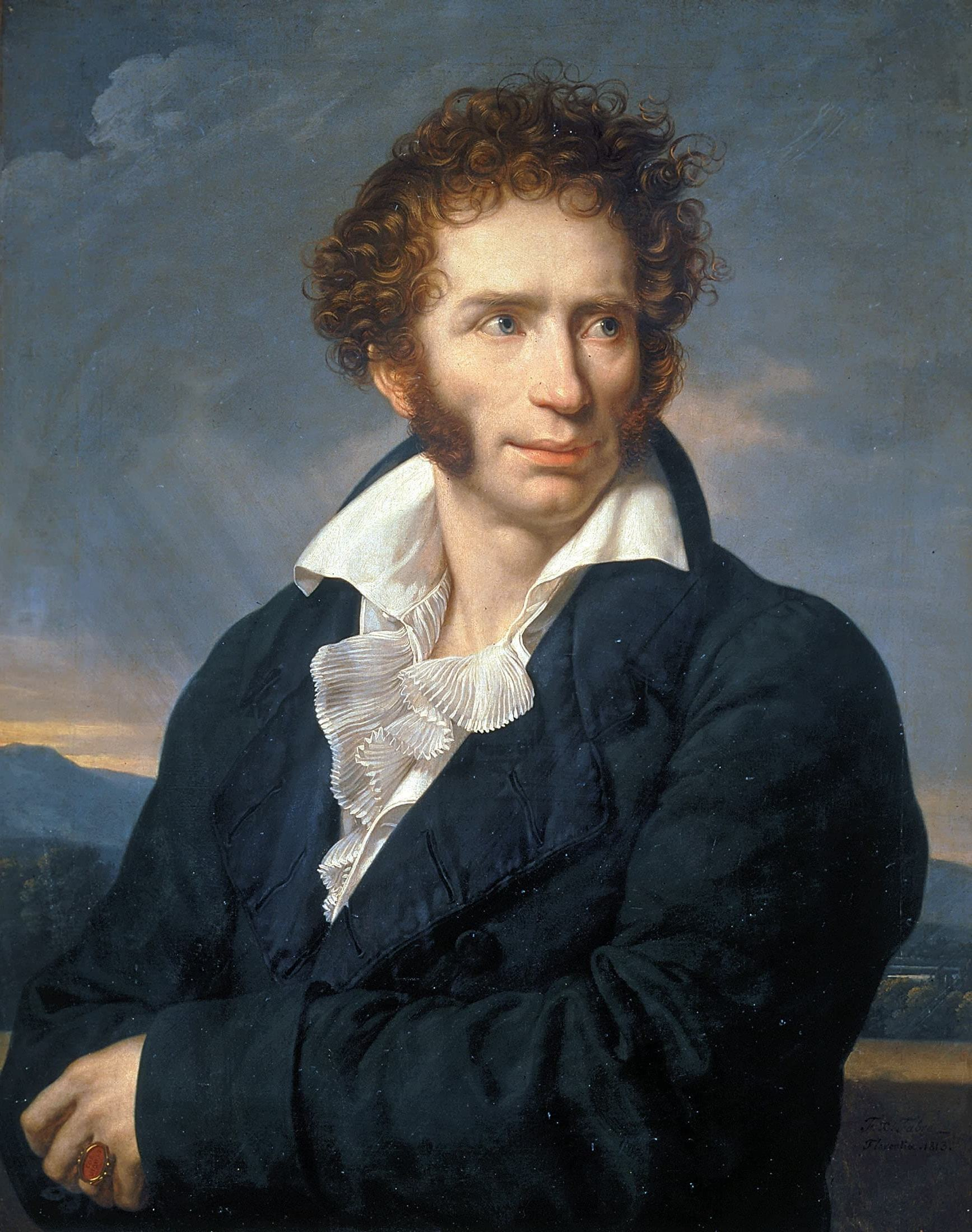
Foscolo

In ogni epoca storica l'uomo ha sempre cercato e desiderato la felicità per sé e per gli altri e non trovandola, ha tentato di costruirsela idealmente, nella propria mente, nel proprio cuore ma anche nella propria fantasia: in una parola sola, nelle illusioni. Parlando di illusioni il riferimento a Ugo Foscolo e Giacomo Leopardi è d'obbligo. Essi infatti, vissuti in un periodo di importanti stravolgimenti storici (ma anche letterari, filosofici e artistici), sentivano il bisogno di partecipare alle rivoluzioni sociali e culturali che si stavano svolgendo proprio davanti ai loro occhi, desiderosi di trovare un proprio posto all'interno della società in modo da rendersi promotori e partecipi del cambiamento e della stessa storia. Questo però non avvenne, ed entrambi si rifugiarono nell'introspezione, sentendosi come vittime del proprio tempo. Da qui nasce il loro pessimismo (che in Foscolo assume toni più tenui, mentre in Leopardi sono più cupi e marcati) e la necessità di cercare un'alternativa al dolore rifugiandosi nell'illusione.

### Foscolo e le illusioni
Optò quindi per questa soluzione Ugo Foscolo che, deluso nelle sue speranze, nella fiducia attribuita a Napoleone (trasformatosi da liberatore a tiranno) ma anche nelle infelici sorti delle sue travagliate vicende amorose e sentimentali, si era tormentato in un amletico dilemma fra ragione e cuore; un conflitto dovuto appunto alla caduta degli ideali in cui aveva sempre creduto, rivelatisi oramai progressivamente pure illusioni.
Risente di questo cupo pessimismo forse l'opera più conosciuta dell'autore, Le ultime lettere di Jacopo Ortis, nella quale il protagonista sceglie la via del suicidio perché non riesce più a sopportare la crudeltà del mondo e la propria sconfitta, la quale è duplice: politica da un lato (per il tradimento di Napoleone) e amorosa dall'altro (poiché l'amata Teresa sposa un altro uomo). Il suicidio si configura così come rifiuto del presente e della vita e si traduce, stoicamente, come atto estremo di libertà, al fine di porre finalmente termine ai tormenti e alle passioni dell'animo umano. La riflessione porta in seguito Foscolo a scorgere però una via d'uscita alla sua sofferenza proprio nelle illusioni (quali l'amore, la poesia e il mito classico del bello), che assumono così un carattere consolatorio perché credere e rifugiarsi in esse diventa l'unico modo di cui l'uomo dispone per reagire di fronte al Male. Altro rifugio è l'arte, la quale, riproducendo l'armonia universale che ristora l'uomo dalle fatiche, realizza la bellezza ideale; il fruitore di questa bellezza si purifica dalle passioni rasserenando l'animo. L'arte è quindi sintesi tra elemento passionale e classico, tra romantico e mirabile e il suo effetto sull'uomo è quindi quasi catartico. L'illusione aiuta in tal modo Foscolo, in un certo senso, a riscattarsi, perché diventa anche impegno operativo nella società, fungendo da stimolo per darsi concretamente da fare per il bene comune: esaltando il passato (le tradizioni, la famiglia, la patria) l'uomo può migliorare il presente e la società in cui vive, favorendo il progresso umano.

### Leopardi e il pessimismo

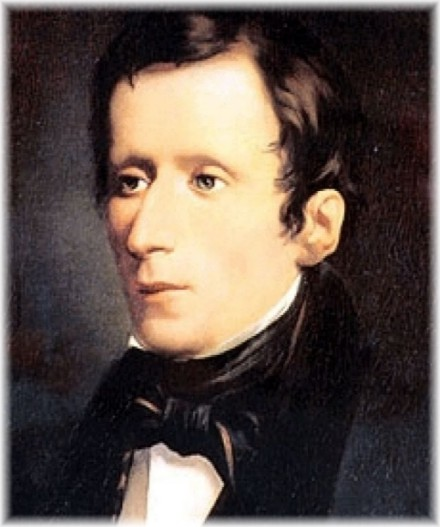
Leopardi

Secondo Giacomo Leopardi l'uomo è per sua natura destinato all'infelicità. Egli infatti aspira ad un piacere duraturo e infinito e finisce ben presto con lo scoprire che ciò non è possibile; si forma quindi un senso di insoddisfazione perpetuo che non fa altro che generare continuamente dolore, ovvero un vuoto nell'anima che porta a concepire il senso della nullità di tutte le cose. L'infelicità non è quindi altro che l'assenza e il non raggiungimento del piacere. In una prima fase del suo pensiero, soprattutto nel periodo che egli definisce “nera, orrenda e barbara malinconia” concepisce l'idea secondo cui la profonda infelicità dell'uomo moderno consisterebbe nel suo graduale arricchimento conoscitivo e nel progresso della civiltà e della ragione, la quale ha spento gli ultimi focolai di resistenza delle illusioni, facendo allontanare l'uomo da quel paradiso di felicità nel quale gli antichi vivevano ‘offuscati’ dal velo arabescato dell'illusione.
L'infelicità sarebbe quindi da imputare fondamentalmente alla storia: il pessimismo storico è quindi il pensiero secondo cui l'infelicità è sempre esistita, ma gli antichi non se ne accorgevano o non se ne rendevano conto, perché distratti dalle illusioni e, in virtù di ciò, meno consapevoli della presenza del Male. Per Leopardi le epoche passate sono quindi migliori di quelle presenti. La natura, in questa fase del pensiero leopardiano, è ancora considerata benigna, perché, provando pietà per l'uomo, gli ha fornito l'immaginazione, ovvero le illusioni, le quali producono nell'uomo una felicità che non è reale perché mascherano la vera realtà che è fatta di sofferenza. Nel mondo dei moderni queste illusioni sono però andate perdute perché la ragione ha smascherato il mondo illusorio degli antichi e ridato vita alla realtà nuda e cruda dei moderni.
Terminata la fase del pessimismo storico Leopardi perviene a quella del pessimismo cosmico, giungendo alla famosa quanto fortunata concezione della natura come maligna, cioè di una natura che non vuole più il Bene e la felicità per i suoi ‘figli’. La natura è infatti la sola colpevole dei mali dell'uomo; essa è ora vista come un organismo che non si preoccupa più della sofferenza dei singoli, ma che prosegue, incessante e noncurante, il suo compito di prosecuzione della specie e di conservazione del mondo, in quanto meccanismo indifferente e crudele che fa nascere l'uomo per destinarlo alla sofferenza. Leopardi sviluppa quindi una visione più meccanicistica e materialistica della natura, una natura che egli con disprezzo definisce ‘matrigna’. L'uomo deve perciò rendersi conto di questa realtà di fatto e contemplarla in modo distaccato e rassegnato, come un saggio stoico che pratica l'atarassia e la lucida contemplazione del reale. Il destino dell'uomo, ovvero la sua malattia, è in fondo lo stesso per tutti. In questa fase non ci sono reazioni titaniche perché Leopardi ha capito che è inutile ribellarsi, ma che bisogna invece raggiungere la pace e l'equilibrio con sé stessi, in modo da opporre un efficace rimedio al dolore. Ed è proprio la sofferenza che Leopardi reputa la condizione fondamentale dell'essere umano nel mondo, arrivando perfino a dire che “tutto è Male”. Significativo è, a questo proposito, un passo tratto dal Canto notturno di un pastore errante dell'Asia (vv. 100-104), dal quale emerge tutta la poca fiducia verso la condizione umana nel mondo da parte del poeta, una condizione fatta di sofferenza e di diuturna infelicità.
Questo io conosco e sento,
che degli eterni giri,
che dell'essere mio frale,
qualche bene o contento
avrà fors'altri; a me la vita è male.

### Montale e il male di vivere
Per Eugenio Montale quella dell'uomo è una condizione altrettanto difficile e che non lascia tuttavia spazio a molte illusioni. Attraverso gli elementi descritti nelle sue poesie l'autore identifica la situazione dell'uomo nel mondo, risultando estraneo sia alla realtà che all'Assoluto.
Infatti l'uomo moderno non riesce a capire né l'una né l'altra cosa: tutto ciò porta a una paralisi conoscitiva per la quale l'individuo rimane sbalordito di fronte a una realtà che non riesce a conoscere a fondo. La poetica di Montale (il quale fa ricorso all'allegoria – l'emblema – e non alla via dell'analogia) è quindi definita del ‘correlativo oggettivo’: ogni oggetto è emblema di una condizione esistenziale. Questo avviene anche nella seguente celeberrima poesia.
Spesso il male di vivere ho incontrato:
era il rivo strozzato che gorgoglia,
era l'incartocciarsi della foglia
riarsa, era il cavallo stramazzato.
Bene non seppi, fuori del prodigio
che schiude la divina Indifferenza:
era la statua nella sonnolenza
del meriggio, e la nuvola, e il falco alto levato.
In questa lirica, concisa ed essenziale ma al tempo stesso efficace, il male di vivere si configura come la condizione esistenziale per eccellenza dell'uomo moderno, che Montale non spiega ma incarna in alcuni elementi (quali, ad esempio, il rivo strozzato, l'accartocciarsi della foglia e il cavallo stramazzato). Nella lirica risalta inoltre un forte contrasto fra il Male che affligge l'uomo e la divina Indifferenza, la quale è rappresentata come l'unica vera soluzione di fronte al Male. Quest'indifferenza è chiarita da alcuni eloquenti esempi che rimandano ad immagini quali la freddezza di una statua, l'estraneità dai problemi umani e terreni di una nuvola e la libertà di un falco, tutti emblemi di una realtà e di una condizione umana.
Di fronte a questa dura verità l'uomo deve ritirarsi e osservare il corso degli eventi senza porsi problemi: è questo l'unico modo per sopportare il vuoto e l'aridità della condizione umana. Montale tenta infine di instaurare, nelle sue poesie, un rapporto di solidarietà col lettore, consapevole del fatto che entrambi – egli stesso e il suo interlocutore – si trovano nella medesima situazione di sofferenza, e stimola, in questo senso, un rapporto di compassione (dal latino cum-pati, ‘sentire assieme’) che aiuti a sopportare meglio il male di vivere. Questa ‘sopportazione’ e consapevolezza del dolore possono quindi essere riconducibili e giustificabili dal cosiddetto ‘stoicismo montaliano’.

## Alcuni archetipi letterari
Nella letteratura mondiale numerosi sono i testi che possono essere considerati tipici modelli del Male. Alcuni sono particolarmente significativi. Questi archetipi offrono quindi interessanti spunti di riflessione perché incarnano delle vere e proprie manifestazioni del Male nel mondo.	

### Raskol'nikov

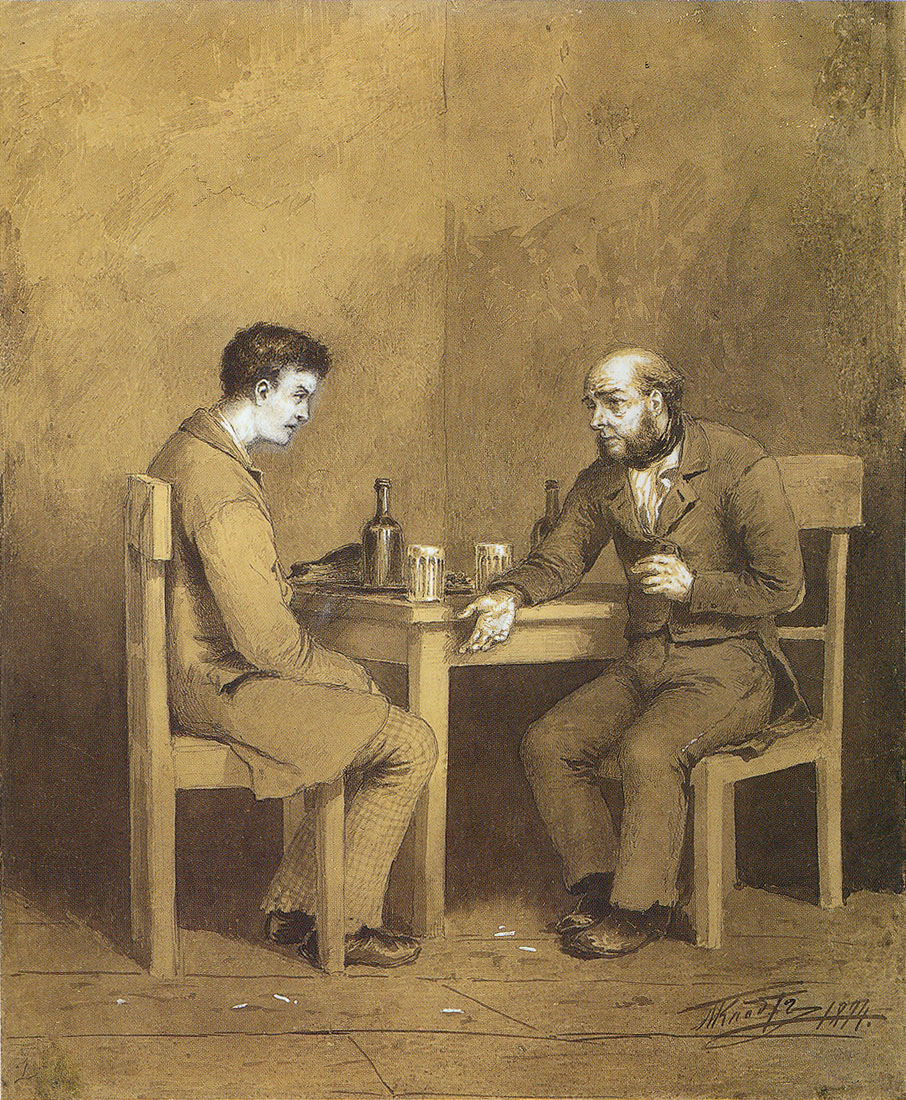
Raskol'nikov e Marmeladov

Raskol'nikov, personaggio principale del romanzo Delitto e castigo, è da considerare come un falso esemplare di Male, essendo un prototipo del superuomo tipicamente dannunziano, ovvero di quell'intellettuale animato da buoni propositi e disposto a tutto per realizzarli, che finisce per diventare un inetto, perché incapace di raggiungere le mete prefissate e di trovare un posto all'interno della società.
L'ideale dell'ascesa sociale anima Raskol'nikov, comune studente universitario afflitto dalle ristrettezze economiche personali e familiari nella Pietroburgo arretrata di metà Ottocento. Infervorato da buone intenzioni ma non curante del fatto che il fine non giustifica machiavellicamente il mezzo, è pronto ad uccidere il “pidocchio”, la vecchia tirchia che presta denaro, per prendere tutti i suoi averi e farne un uso migliore che tenerli in un baule. Raskol'nikov tuttavia non è un personaggio maligno in senso vero e proprio, perché la sua anima non è corrotta e degenerata: egli tuttavia ammetterà di avere “un cuore cattivo”.
Accanto a Raskol'nikov, Dostoevskij dipinge efficacemente e realisticamente tutta una serie di tipi che, sullo sfondo di una tetra Pietroburgo dell'Ottocento, per una caratteristica o per un'altra, fungono da rappresentanti della condizione di dolore dell'esistenza umana, continuamente inficiata dall'inevitabile presenza del Male. La narrazione del romanzo perviene così a delineare tutta una serie di "teatrini" della vita nei quali prendono parte i più disparati personaggi che sono, al tempo stesso, vittime e artefici del Male.
Dostoevskij descrive così madri in pena per la sorte dei figli, figlie costrette alla prostituzione per esigenze economiche, donne malate e fisicamente a pezzi ma costrette a portare avanti da sole le sorti dell'intera famiglia, e infine uomini che si rifugiano nel bere per dimenticarsi dei problemi familiari.
Dalla parte opposta c'è una società colpevole di produrre esemplari depravati: vecchie aguzzine pronte a sottrarre fino all'ultimo centesimo alla povera gente, baldi giovani animosi e rivoluzionari pronti a tutto e la presenza assillante di una polizia decisa a ogni sorta di tortura psicologica pur di estorcere con ogni mezzo la verità, vera o presunta che essa sia.
Arrivando tuttavia all'idea che esistono certi individui per i quali è giusto e lecito compiere determinate azioni, Raskol'nikov perviene anche alla giustificazione (che vale solo per questi individui) dell'omicidio, visto come una buona causa per liberare il mondo dai "pidocchi" dannosi e insignificanti. Un'azione questa che ha però una duplice valenza, perché si configura anche come una buona spinta economica, che lo aiuti a completare gli studi e a tirare avanti senza gravare sulla famiglia ma anzi aiutandola.
Compiuto l'omicidio, Raskol'nikov giunge anche ad uno stato morboso nel quale sente gravare sulla sua anima una colpa che lo opprime, non tanto per la paura della forca, quanto per il fatto di aver compiuto un gesto che non gli era lecito compiere. È proprio un tale senso di colpa a fargli rendere conto di non essere mai stato tra quel gruppo di eletti a cui tutto è permesso, e questa stessa consapevolezza amplifica a sua volta la colpa, in un circolo vizioso, al punto che Raskol'nikov si sente perseguitato, come se tutti sapessero ogni cosa, come se conoscessero l'orribile gesto che ha commesso e fossero pronti a tendergli da un momento all'altro una trappola fatale. Un'auto-persecuzione psicologica che già prima di eseguire l'omicidio lo aveva paradossalmente indotto a commetterlo, spinto dal timore di non esserne all'altezza.
Egli perviene così alla consapevolezza di non essere affatto un superuomo, bensì un inetto. Insieme al delitto quindi il castigo. Sarà l'amore di una prostituta, Sonja, che gli farà inquadrare questo "castigo" nella giusta luce, come esigenza personale e consapevole di redimersi dalla colpa commessa, di urlare al mondo intero il proprio orribile atto, in modo da sentirsi giustamente condannato ma anche, implicitamente, liberato dall'angoscioso tormento del peccato commesso, quindi perdonato e riscattato, riabilitato nella vita e nella società («Accettando di andare a soffrire, non lavi forse la metà del tuo delitto?» gli domanda Sonja). Grazie alla sua confessione Raskol'nikov evita così la condanna a morte venendo condannato ai lavori forzati in Siberia, dove l'amata Sonja lo seguirà.

### Salomè

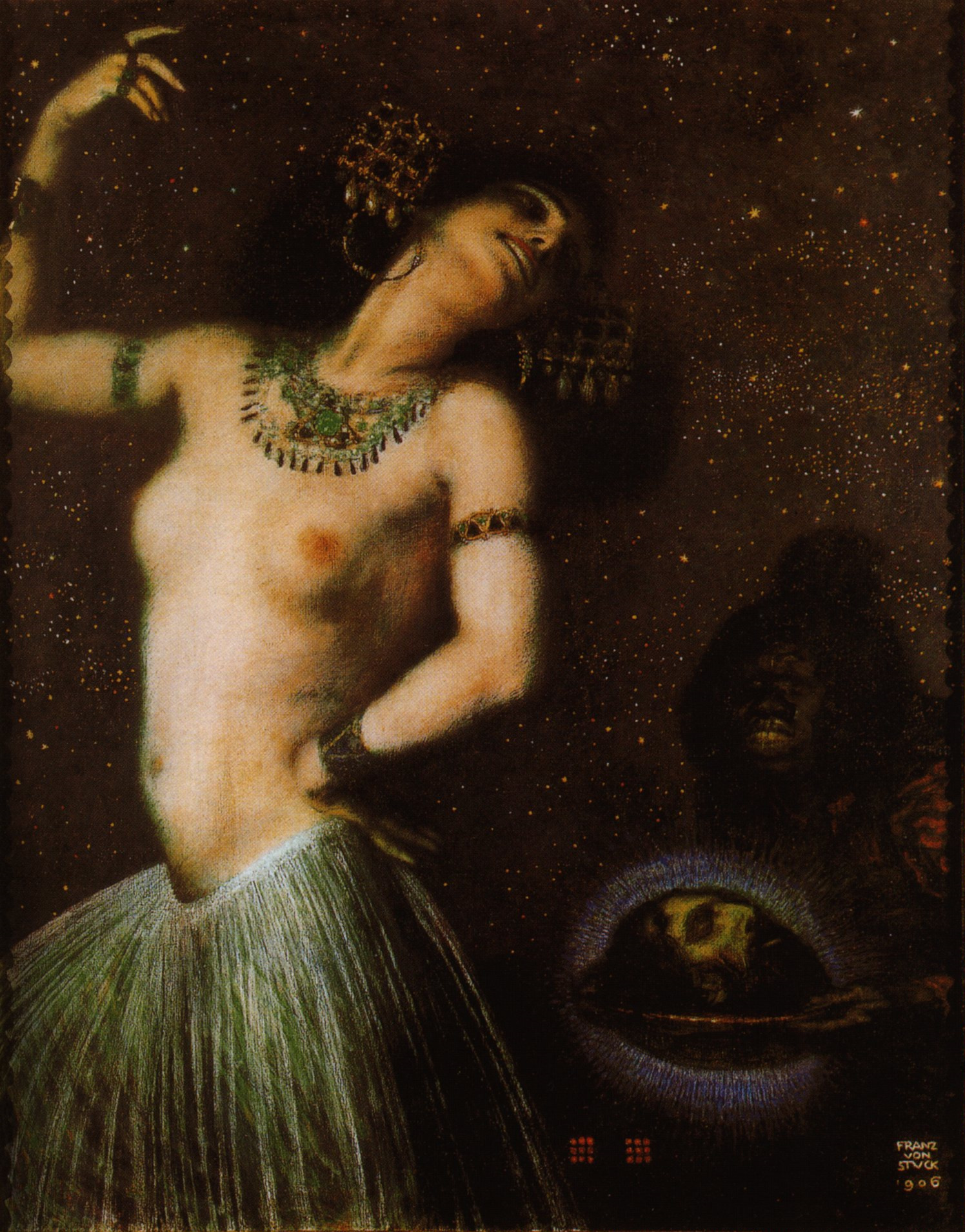
Salomé, di Franz von Stuck

Salomè è una fortunata tragedia che Oscar Wilde scrisse per il teatro e che fu portata sul palco alla fine dell'Ottocento, non senza critica riguardo alle numerose tematiche dissacranti in essa contenute.
Salomè è figlia di Erodiade e figliastra di Erode, tetrarca di Giudea. Essa si innamora follemente, non si sa se per puro capriccio e se realmente, del profeta Iokanaan (Giovanni detto il Battista), le cui predizioni risuonano quanto mai tetre. Ai suoi continui e secchi rifiuti di baciarla Salomè ordina a Erode di tagliargli la testa, il quale prima si oppone, poi, in virtù di una promessa fatta alla figliastra, accondiscende. Salomè può così finalmente baciare il suo amato Iokanaan senza venir più rifiutata. Erode ha pertanto occasione di dire alla consorte Erodiade: «È mostruosa, tua figlia, è davvero mostruosa. E ciò che ha fatto è un delitto immenso. È un delitto contro un Dio sconosciuto, ne sono sicuro.»
Salomè è la tipica femme fatale decadente, ovvero colei che ammalia l'uomo per poi condurlo alla distruzione e alla rovina. Solo un essere nelle cui vene scorre una tale accondiscendenza al Male può volere un'azione così spregevole, ovvero l'uccisione di un uomo al fine di soddisfare e sopperire ai propri effimeri bisogni della carne. Salomè è un essere perverso che, in quanto tale, incarna la concezione secondo cui il peccato è legato alla presenza della figura femminile nel mondo. Dice infatti Iokanaan: «Indietro, figlia di Babilonia! È con la donna che il male è entrato nel mondo. Non parlarmi. Io non voglio ascoltarti. Io ascolto solo le parole del Signore Iddio.»

### Mr. Hyde
Se da un lato la reazione anti-vittoriana si manifestava nell'estetismo (come fece Wilde), dall'altro essa si palesava nella ricerca dell'esotismo, come fece Robert Louis Stevenson.

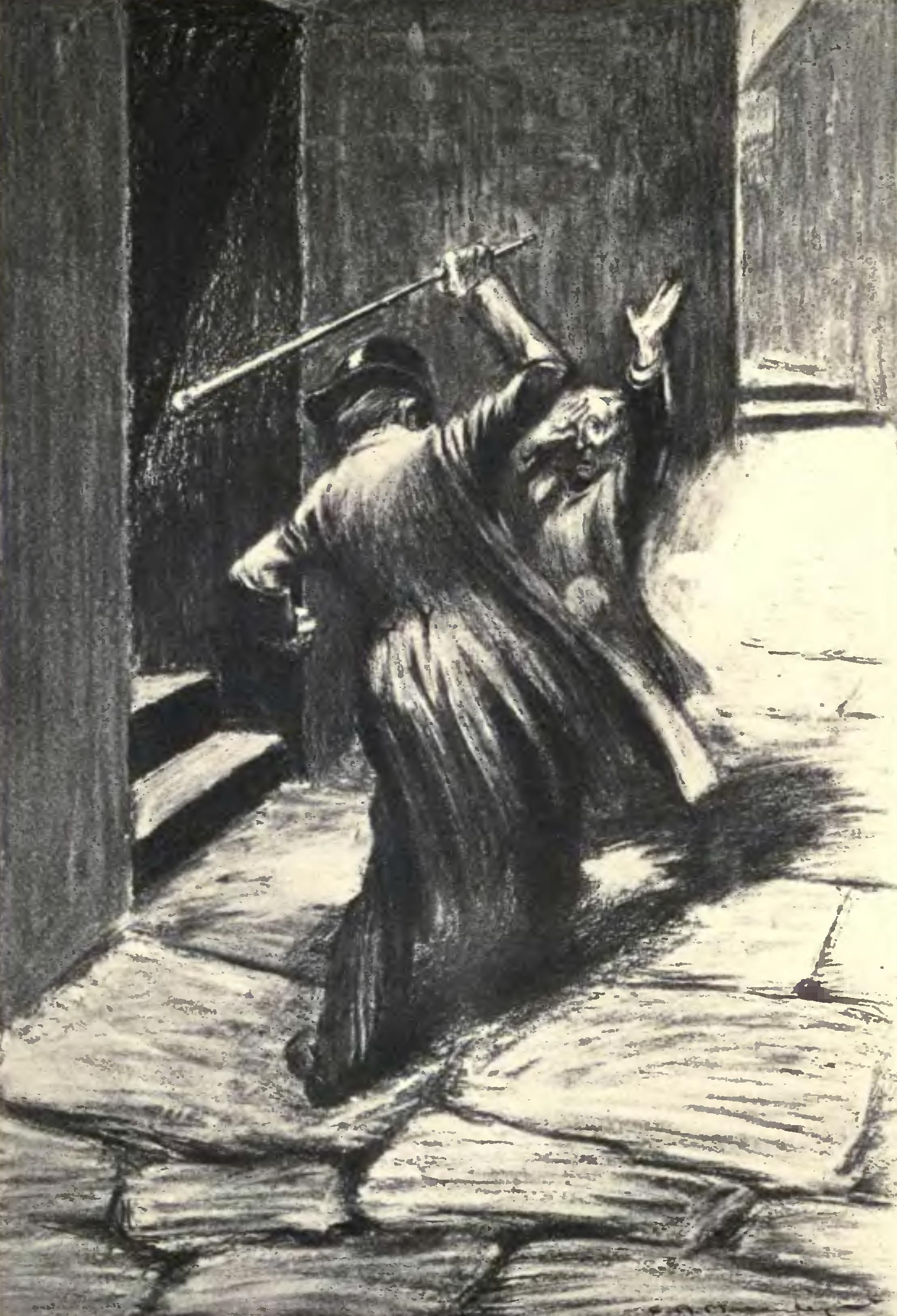
Hyde massacra un gentiluomo

L'analisi del Male e lo studio delle ambiguità dell'animo umano appassionarono e affascinarono anche il noto scrittore edimburghese, coevo di Wilde e autore fra l'altro, del celebre capolavoro Lo strano caso del dr. Jekyll e mr. Hyde.
In quest'opera, che colpisce innanzitutto per la trama avvincente e per un genere misto fra giallo, noir e racconto del mistero e del terrore, viene evidenziato in maniera molto significativa quel naturale "sdoppiamento" che caratterizza ed è presente in ogni essere umano e che si configura come una rottura dell'integrità della persona, come la scissione del Bene dal Male e, in definitiva, come lo sdoppiamento della stessa coscienza umana.
L'analisi stevensoniana parte infatti dalla constatazione di «una diuturna conflittualità fra due dimensioni [...] che riconosce come l'uomo non sia unico bensì duplice». Il racconto è una parabola del Male, esso si interpreta come se dietro una sola persona si possano nascondere, due differenti tendenze comportamentali (o semplicemente personalità), una vòlta al Bene, l'altra al Male assoluto, che continuamente in contrasto fra di loro in questa tentano di prendere il dominio dell'individuo.
Jekyll voleva che ciò non accadesse e, per fare questo, doveva per forza isolare la parte cattiva (Hyde) da quella buona (Jekyll), permettendo in tal modo che una sola persona potesse seguire due strade completamente opposte, e realizzarsi in entrambe. La storia narra infatti delle nequizie, delle infamie e dei delitti commessi dall'alter ego dello stimatissimo dottor Jekyll, uomo rispettato all'interno della moralissima società vittoriana sia per il suo nobile lavoro sia per la sua invidiabile condotta morale, che, osando faustianamente e inavvertitamente sfidare la natura e le sue leggi, ha sentenziato e deciso la propria condanna e la propria fine. Mr. Hyde si configura come un uomo spietato che reca poco o nulla di umano nei suoi tratti, emblema del demonio e della scelleratezza umana, colui e il solo che, “nel novero degli umani, era il male allo stato puro”.
Una sfida contro la natura, quindi, quella di Jekyll (il quale era fermamente convinto di riuscire a domare alla meglio la situazione), ma anche un peso troppo grande, che né la sua anima né il suo corpo, entrambi vittime di continui e incontrollabili mutamenti (e trasformazioni), riusciranno più a sopportare.
L'intrinseco e primordiale dualismo presente in Jekyll era però stato esasperato e portato alle estreme conseguenze, e ora il dottore si trovava a voler mettere una volta per tutte la parola fine alla sua maledizione, a volersi disfare cioè di Hyde, avendo oramai perso il controllo delle proprie metamorfosi e rintanatosi per questo motivo nel laboratorio. E, pensando alla scissione e allo scioglimento di questo dualismo, ovvero alla definitiva separazione del Male dal Bene, Jekyll non riesce a darsi pace e, prima di venire definitivamente sorpreso sotto le temibili fattezze del suo doppio (che esercitava oramai il quasi completo potere su di lui), si toglie la vita, mettendo così fine alla turpe esistenza di Hyde ma anche alla propria.

## La scienza e il male
(Andrzej Łobaczewski in Ponerology.com,)
È possibile valutare il concetto di male nell'ambito delle scienze sociali, specificatamente attraverso la congiunzione della psicologia e della sociologia, da cui si origina, secondo lo psicologo Andrzej M. Łobaczewski (1921-2008), la ponerologia, ovvero lo studio sistematico dell'eziologia, delle dinamiche e dei processi multifattoriali caratterizzanti la diffusione in ambito sociale delle dinamiche delle ingiustizie sociali, quali le guerre di aggressione, la pulizia etnica, il genocidio e lo stato di polizia, considerandole derivate da varie psicopatologie e proponendone le relative terapie.